# Adam Ludvig Lewenhaupt
Denna artikel handlar om den svenske greven och generallöjtnanten Adam Ludvig Lewenhaupt. För andra personer med detta namn, eller andra betydelser, se Adam Ludvig Lewenhaupt (olika betydelser).
Adam Ludvig Lewenhaupt, född 11 mars 1748 i Svabesholm, död 13 mars 1808 i Uppsala, var en svensk greve, generallöjtnant. Han var gift med Anna Charlotta Petersen (adlad af Petersens) (1755–1810) och ägare till Kasby i Lagga socken.

## Biografi
Adam Ludvig var son till Mauritz Casimir Lewenhaupt. Han blev student vid Uppsala universitet redan 1763, samtidigt som han gick in som vaktmästare vid det Gula husarregementet 1764, och han blev kvartermästare redan 1765. 1767 gick han in vid Bohusläns dragonregemente där han blev kornett 1768, och 1771 blev han befordrad till stabslöjtnant. Året därpå gick han i fransk tjänst vid regementet Royal-Bavière som underlöjtnant, får att redan efter 4 månader bli befordrad till Sous-aide-major. I Sverige blev han löpande befordrad till kapten 1774, och i november 1775 blev han kavaljer hos Gustav III:s bror hertig Karl. Han tog avsked ur sin franska tjänst i maj 1777.
År 1778 blev han överadjutant hos Gustav III och blev samma år befordrad till major. 1779 blev han utnämnd till premiäradjutant vid Livdrabantkåren samtidigt som han befordrades till överstelöjtnant. Under 1780 befordrades han till tjänsteförrättande kaptenlöjtnant vid Livdrabantkåren och överste i armén. År 1785 utnämndes han till överste för Jämtlands regemente, under Gustav III:s ryska krig flyttades han till Bohuslän att tjäna under generallöjtnant Johan Psilanderhielm. Han blev under kriget den 2 maj 1790 utnämnd till riddare av Svärdsorden, och mottog den 13 februari 1791 Svensksundsmedaljen (Stora eller kombinerade).
1791 utnämndes han till överste för Upplands infanteriregemente och blev 1792 generalmajor. Lewenhaupt blev den 1 november 1797 utnämnd till Kommendör av Svärdsorden, och blev under 1799 befordrad en sista gång till generallöjtnant. den 28 maj 1801 blev han Kommendör med stora korset av Svärdsorden. Han dog den 13 mars 1808 i Uppsala och ligger begravd på Uppsala kyrkogård.

### Utmärkelser
- Riddare av Svärdsorden - 2 maj 1790
- Svensksundsmedaljen, 12:e storleken i kedja  - 13 februari 1791
- Kommendör av Svärdsorden - 1 november 1797
- Kommendör med stora korset av Svärdsorden - 13 mars 1801